# Buttington
Buttington (en anglais) ou Tal-y-bont (en gallois) est un village du Powys, au pays de Galles. Il est situé à proximité de la Severn, à 3 km à l'est de la ville de Welshpool.

## Histoire
La digue d'Offa passe à proximité du village. En 893, les armées anglaises menées par le seigneur Æthelred remportent la bataille de Buttington contre les Vikings menés par Hastein. Un grand chêne qui aurait été planté pour commémorer cette victoire est tombé en février 2018.

## Transports
De 1860 à 1960, le village possède une gare de chemin de fer desservie par deux lignes, la Shrewsbury and Welshpool Railway (en) et la Oswestry and Newtown Railway (en).
Buttington est également traversé par le canal de Montgomery (en).

## Personnalités liées
- Le paléontologue William Boyd Dawkins est né à Buttington en 1838.